# Заслужений зоотехнік Української РСР
Заслужений зоотехнік Української РСР — державна нагорода Української РСР — почесне звання в Українській РСР, що вручалась у 1949–1988 роках.

## Загальні відомості
Почесне звання «Заслужений зоотехнік Української РСР» встановлено Президією Верховної Ради УРСР 19 травня 1949 року.
Цього звання удостоювались зоотехніки колгоспів, радгоспів, зооветеринарних дільниць і пунктів, дослідних станцій, науково-дослідних установ, сільськогосподарських органів, відомств та інших організацій.
Особи, яких представляють до присвоєння почесного звання «Заслужений зоотехнік Української РСР», повинні мати вищу спеціальну освіту та стаж роботи у відповідній галузі народного господарства не менш як 10 років.
Указом Президії Верховної Ради УРСР № 6848-XI від 15 листопада 1988 року почесне звання «Заслужений зоотехнік Української РСР» було скасоване.